# ابوالفضل حسین‌پور
ابوالفضل حسین پور (متولد ۱۳۱۰ تهران - وفات ۱۳۹۹ تهران) کشتی‌گیر آزاد کار ایرانی بود. 
وی در دهه ۱۹۵۰ میلادی، در مسابقات مختلف دوستانه بین‌المللی عضو تیم کشتی آزاد ایران بوده ‌است.

## آشنایی با تختی
وی کشتی را در نوجوانی و از باشگاه پولاد که تحت مالکیت حسین رضی خانی بود شروع کرد و نخستین مربی وی، عبدالحسین فیلی بود.
او  در باشگاه پولاد با غلامرضا تختی آشنا و دوست صمیمی شدند. در زلزله بوئین زهرا وی، یکی از همراهان غلامرضا تختی در جمع‌آوری و پخش کمک‌های مردی بین مردم زلزله زده بوئین زهرا بود.

## پیشینه ورزشی
حسین پور در مسابقه فینال کشتی آزاد، وزن ۵۲ کیلوگرم برای انتخابی مسابقات جهانی کشتی آزاد، ۱۹۵۷ استانبول از حسن شیخی شکست خورد و دوبنده تیم ملی را از دست داد، وی در مسابقات جهانی ۱۹۵۹ تهران نیز ذخیره محمدعلی خجسته پور بود.
عناوین داخلی وی کسب ۱ مدال طلا و ۱ مدال نقره می‌باشد.

## حضور در فیلم ببر مازندارن
وی به همراه، حبیب‌الله بلور، امامعلی حبیبی، حسین ابراهیمیان در ببر مازندران (فیلم) و در نقش حسین غول به ایفای نقش، پرداخته‌ است.

## درگذشت
حسین پور به دلیل سکته مغزی سه ماه در ICU بستری بود و دو هفته آخر زندگی خود را در کما بسر ‌برد. ابوالفضل حسین پور، مورخ ۲۹ بهمن ۱۳۹۹ و در سن ۸۹ سالگی درگذشت و در قطعه نام آوران بهشت زهرا (س) تهران به خاک سپرده شد.